# Ouricuri
Ouricuri este un oraș în Pernambuco (PE), Brazilia.